# Roshon Fegan
Roshon Bernard Fegan (Los Ángeles, California, 6 de octubre de 1991), conocido monónimamente como Roshon (estilizado como ROSHON, anteriormente estilizado como RO SHON), es un actor, rapero, cantante y bailarín estadounidense.  Es conocido por su papel de Ty Blue en la serie original de Disney Channel Shake It Up y por su papel de Sander Loyer en la franquicia de películas de Disney Channel Camp Rock con los Jonas Brothers y Demi Lovato. Escribe y produce su propia música, además de trabajar con el presidente de Lava/ Universal Republic. En 2012, Roshon apareció en Dancing with the Stars.

## Primeros años
Roshon Fegan nació el 6 de octubre de 1991 en Los Ángeles, California, Estados Unidos. Su padre es el actor y productor afroamericano Roy Fegan, conocido por sus roles de productor en series como The Shield, Married... with Children, The Meteor Man and Will & Grace, entre otros. Su madre es filipina. Criado en Los Ángeles, Roshon Fegan había estudiado en el BK Acting Studio y en la USC 32nd Street Performing Arts School, además de asistir a la Escuela Primaria Tom Bradley y luego a la Escuela Secundaria Hollywood, antes de recibir educación en casa para estudiar su carrera como actor.

## Carrera
Fegan comenzó su carrera profesional como actor a la edad de 12 años con un pequeño papel en la película de 2004 Spider-Man 2, seguido por una aparición en 2006 en la serie de televisión Monk. En 2008, apareció en la comedia Drillbit Taylor y ganó el Premio FilmFest VC. En el verano de ese mismo año, Fegan se hizo famoso con el personaje de Sander Loyer en la película original de Disney Channel Camp Rock, que fue la primera transmisión por televisión de entretenimiento en televisión por cable en 2008. También interpretó varias canciones en la banda sonora de Camp Rock incluyendo "Hasta La Vista", así como el bonus track del DVD de Camp Rock en el verano de 2010, Fegan repitió su papel de Sander en la secuela de Camp Rock. En febrero de 2011, Fegan apareció en un video musical de Disney Channel, interpretando la canción "Todo es posible". La canción fue un homenaje a los logros y contribuciones de los afroamericanos en la historia y se jugó en la rotación pesada en los Disney Channel y Radio Disney en todo el mes de febrero en honor del Mes de la Historia Negro. Fegan actualmente es coestrella de la serie original de Disney Channel Shake It Up como Ty Blue el talentoso y popular hermano mayor de Rocky Blue (Zendaya). También apareció en la serie Kickin' it donde interpretó a Smooth.

## Vida personal
Fegan es un productor musical que crea su propia música. Él tiene un canal en YouTube con videos que ha hecho con el actor Cody Linley. The Ro and Co Show, que en su mayoría cuenta con videos de ellos rapeando de estilo libre. Roshon es baterista desde los dos años de edad, Fegan también ha aprendido a tocar el piano y la guitarra, así como cantar y escribir sus propias canciones. Él ha lanzado varios sencillos de iTunes y está terminando su primer auto álbum producido bajo su propio sello, 3inaRo Entertainment. El nombre de "3inaRo" (pronunciado "tres en raya") es una referencia a ser un artista triple amenaza en sus tres pasiones: la actuación, el baile y la música.

## Filmografía
| Año       | Título                                      | Personaje             | Notas                                                   |
| --------- | ------------------------------------------- | --------------------- | ------------------------------------------------------- |
| 2004      | Spider-Man 2                                | Ganke Lee             | Rol Menor                                               |
| 2006      | Monk                                        | Tercer Chico          | Secundario                                              |
| 2008      | Drillbit Taylor                             | Random Kid #2         | Secundario                                              |
| 2008      | Camp Rock                                   | Sander Loyer          | Rol Menor Disney Channel Original Movie                 |
| 2008      | Baby                                        | Joven Robbie          | Secundario                                              |
| 2010      | Camp Rock 2: The Final Jam                  | Sander Loyer          | Rol Menor Disney Channel Original Movie                 |
| 2010–2013 | Shake It Up                                 | Ty Blue               | Rol Principal (72 episodios)                            |
| 2011      | Kickin' It                                  | Dan "Smooth" Brennan  | Estrella Invitada (Episodio: All the Wrong Moves)       |
| 2012      | Dancing with the Stars                      | Él Mismo - Competidor | Temporada 14; 6º lugar                                  |
| 2014      | A.N.T. Farm                                 | Hudson                | Estrella Invitada (Episodio: "the new york experiANTs") |
| 2014      | Mostly Ghostly: Have You Met My Ghoulfriend | Nicky                 |                                                         |
| 2014      | El Blog del Roshon                          | Roshon                |                                                         |

## Discografía

### Álbumes de estudio
- RO•SHON (2012)
- Dance Never Ends (2013)

### Sencillos
I AM RO•SHON (2012)
| Año  | Canción          | Álbum   | Notas                 |
| ---- | ---------------- | ------- | --------------------- |
| 2012 | Got Me Like      | RO•SHON | Compositor, Productor |
| 2012 | Top of the World | RO•SHON | Compositor, Productor |

| Año  | Sencillo       | Álbum   | Notas                 |
| ---- | -------------- | ------- | --------------------- |
| 2011 | I AM           | RO•SHON | Compositor, Productor |
| 2011 | Love Your Love | RO•SHON | Compositor, Productor |
| 2011 | Oh Oh Oh       | RO•SHON | Compositor, Productor |
| 2011 | Get It Poppin  | RO•SHON | Compositor, Productor |

## Premios y nominaciones
| Año  | Premiación          | Categoría | Trabajo     | Resultado | Ref.  |
| ---- | ------------------- | --- | ----------- | --------- | ----- |
| 2011 | Young Artist Awards | Mejor elenco joven en una serie de TV (compartido con Bella Thorne, Zendaya, Davis Cleveland, Adam Irigoyen, Kenton Duty, Caroline Sunshine) | Shake It Up | Nominados | [ 1 ] |
| 2012 | Young Artist Awards | Mejor elenco joven en una serie de TV (compartido con Bella Thorne, Zendaya, Davis Cleveland, Adam Irigoyen, Kenton Duty, Caroline Sunshine) | Shake It Up | Nominados | [ 2 ] |